# 氣候變化與城市

英國風險及策略諮詢公司Maplecroft在2021年的研究報告中說，雅加達將會是印尼在印尼氣候變化下最脆弱的城市。

氣候變化與城市（英語：Climate change and cities）兩者間有密切的關係。城市是對climate change產生影響的最大來源，也可能有最好的機會經此來解決氣候變化問題。城市也是人類社會中最易受到氣候變化影響的地方之一，也可能是經此解決問題後，即可大幅降低對環境影響的所在。世界上有超過一半的人口居住在城市裏，他們消費的食品和商品中大部分產自城市以外地區。城市人口增長是造成空氣品質問題的主要因素之一。迄2016年，全球有31個超級大城市（各居住至少1,000萬人），其中有8個超過2,000萬人。根據聯合國的預測，世界到2050年會有68%的人口居住在城市內，城市會對建築和交通產生重大影響，而這兩者均為溫室氣體排放的大型來源。此外，由於城市將在未來幾十年內因氣候衝突（參見氣候安全#Conflicts）和環境難民而導致有更多貧困人口往城市中聚集（參見氣候變化與貧困），會對城市基礎設施造成壓力。

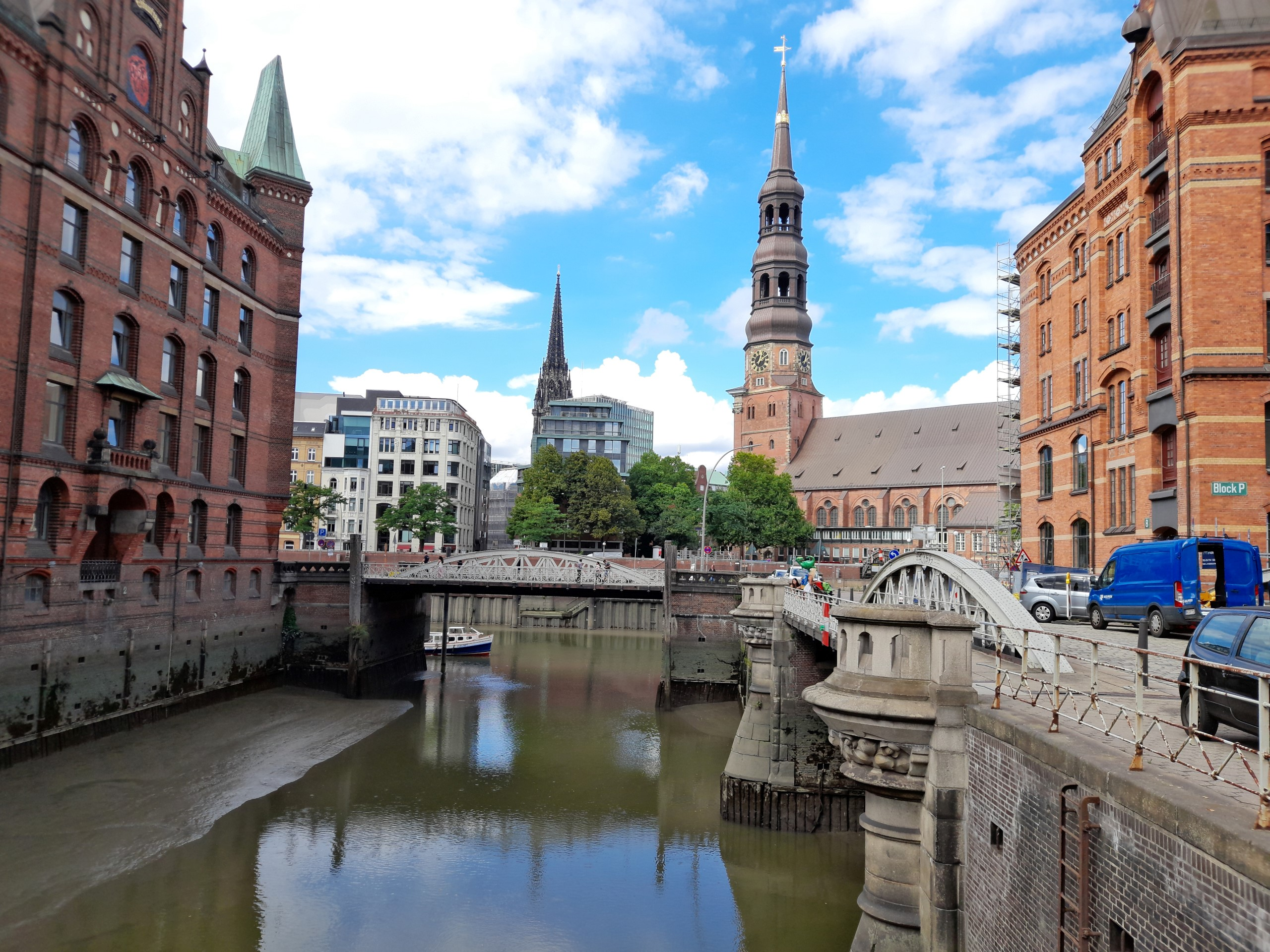
德國大城市漢堡在近年經過多次乾旱，導致經濟生產力降低。

由於密集的城市建築及如城市熱島效應等因素，氣候變化會對城市造成重大影響，把大都市區既有的空氣污染、水資源短缺、和熱病等問題加劇。研究顯示如果人體溫度超過39°C，經過一段時間就會發生嚴重的中暑。氣候變化引起的極端天氣狀況包括有極端洪水、暴風雪、冰風暴、熱浪、乾旱和颶風等有破壞性，甚至是致命的災害。研究顯示自1960年代起，熱浪發生的機率增加3倍，而且更為強烈。根據世界衛生組織（WHO），熱浪在1998年到2017年之間已奪走超過166,000人的性命。此外，由於大多數城市都建在河邊或是沿海地區，更容易受到海平面上升的影響，海平面上升會造成洪水和海岸侵蝕，這類影響與城市的其他環境問題（例如地層下陷和地下水補給不足）密切相關。
根據城市聯盟C40城市氣候領導小組發佈的報告稱，城市中由消費所產生的排放比由生產所產生的排放會產生更大的影響（參見溫室氣體排放盤點#Greenhouse gas emissions accounting）。報告估計城市內與商品相關的排放有85%是在城市以外所產生。城市在氣候變化調適和氣候變化減緩的投資，對於減少這類超大型溫室氣體排放者有非常重要的影響：例如因建物集中而能把土地重新分配（用於農業和進行林地復育）、提高運輸效率和興建綠色建築（很大程度上是減緩混凝土對環境的影響及在可持續性建築和耐候性（建築）方面的改善）。不久之前，加速城市化也被當作是種具有降低全球碳排放的功能，主因是城市化帶來推動可持續發展的技術實力。當時具有能高度解決氣候變化方案的清單往往會包括例如降低方案 - 建議幾項主要的城市投資，包括改善自行車基礎設施、建築改裝、區域供暖、大眾運輸、和可步行性等方案。有很多城市把道路塗成白色來減少城市熱島效應。在美國鳳凰城，經過塗裝的道路比沒塗裝的溫度會降低約12°F。
正因如此，已有國際社會組成城市聯盟（如C40城市氣候領導小組和地方政府永續發展理事會（ICLEI）），並制定政策目標（如可持續發展目標11，“可持續城市和社區”），以激活和關注這些解決方案。但迄2022年，目標進度出現惡化。在撒哈拉以南非洲、拉丁美洲和加勒比以及太平洋島國方面的城市及居住地的改善進展有限。中亞和南亞以及東亞和東南亞則有尚可的進步。而在已開發國家則已達成。

## 排放
居住於城市的人口佔世界的一半，消耗達世界3分之2的能源和70%的自然資源，因使用能源而排放的二氧化碳佔全球70%以上。城市和地區也特別容易受到與氣候變化相關的危害和污染。氣候產生的風險和污染尤會對窮人造成極高比率比例的危害，把不平等差距擴大。由於居住在城市的人口眾多，隨氣候變化，能源使用量也隨之增加。其中之一是為空調，氣候變化伴隨更高的氣溫，許多人將需用更多的空調來降溫。雖然越來越多的人生活在城市中，但城市實際上會比農村排放較少的碳，原因為平均房屋面積較小，使用較多的丙烷作為燃料，消耗較少的運輸用燃料，以及更多的人共享公共空間（例如洗衣間和廚房）。雖然城市會產生一些問題，但重要的是要認識到人口密集會產生較少的碳排放，而對氣候變化有益。 
關於計算城市碳排放量會有挑戰性，因為在其範圍內所生產的商品和服務除在當地消費，也會運往它處。相反的，城區居民也輸入商品和服務以供消費。為避免把排放量重複計算，應明確標記排放的地點：生產地點或消費地點。把全球漫長的生產鏈列入考慮，情況會變得複雜。此外，可再生能源系統和電動汽車電池所需的大規模原材料開採/提煉，所蘊含的能量和消耗也展現出其自身的複雜性，在使用現場發生的局部性排放可能非常小，但產品整個生命週期的排放卻很巨大。

## 研究領域
當國際社會越來越意識到氣候變化的潛在影響，針對城市和氣候變化的研究於1990年代開始發軔。兩位英國城市研究學者 - 邁克爾·赫伯特 (Michael Hebbert) 和弗拉基米爾·揚科維奇 (Vladmir Jankovic) 認為這一研究領域早在1950年代，在對城市發展和生活對環境影響的大量研究中即已開始。從那時起，研究顯示氣候變化與可持續城市化之間具有關係：城市就業增加，可減少貧困，並提高效率。
哥倫比亞大學地球研究所的城市氣候變化研究網絡發佈過兩項國際評估。其第一份(ARC3.1) 於2011年發表，第二份 (ARC3.2) 於2018年發表。這些論文所做的學術總結，與聯合國政府間氣候變化專門委員會（IPCC）涉及的領域類似。截至2020年，第三份報告仍在撰寫中。

### 城市作為實驗場所
城市是很好的研究對象，因為可對其大量投資，進行大規模實驗，經調整後可在別處利用（例如美國加利福尼亞州聖地牙哥的先進城市規劃計畫，可移往美國其他城市應用）。多位學者以不同方式處理這類問題，使用“城市實驗室”環境來測試各式不同的做法。例如在一本名為《無碳後的生活（Life After Carbon）》的書中. ISLANDPRESS.   [2023-04-13]. （原始内容存档于2023-04-15）.</ref>就提出有許多充當“城市氣候創新實驗室”的城市（如墨爾本和哥本哈根）。這些作為實驗室的城市，通過觀察溫室效應對屋頂、行道樹和城市環境中其他變量的影響，提供一種有效的檢測方法。通過這種觀察城市熱浪效應的方式，可提供一種為未來城市解決熱效應問題的方案。

### 健康影響
據觀察，氣候變化已對居住於城市的人類健康和生計造成影響。在城市中人口密度高的低收入和中等收入社區，由於此類居民缺乏對氣候變化對健康影響的了解，氣候變化會降低居住環境品質，影響到他們的健康。在城市中，多種氣候和非氣候災害都會產生影響，加劇健康上的損害。由於多種因素加總會加劇氣候變化，造成熱浪在城市中愈演愈烈。隨著熱浪不斷升高城市溫度，而引發許多疾病，例如中暑或是熱痙攣。氣溫上升也改變蚊蟲的分佈，增加傳染病發病率。除傳染病和熱浪，氣候變化還會因海平面上升而造成洪水、乾旱和風暴等自然災害。它還對那些患有新冠肺炎、哮喘和其他疾病的人造成更大的傷害。城市環境對人類健康的影響中，對那些經濟和社會邊緣的居民會更深遠。:SPM-11

## 城市韌性
政府間氣候變化專門委員會把韌性定義為“社會或生態系統在保持相同的基本結構和運作方式的同時，其吸收干擾的能力、自我組織的能力以及調適壓力和環境的能力”。城市韌性理論中強調的最重要概念之一是城市系統需要提高其吸收環境干擾的能力。Stephen Tyler和Marcus Moench兩位研究人員提出的城市韌性框架，專注於三個普遍要素，均適於在世界各處規劃時採用。
第一個要素側重於“系統”或嵌入城市系統中的實體基礎設施。城市韌性的一個關鍵問題與維護支持系統的想法有關，而反過來支持系統又為城市的人口提供補給和交換網絡。這些系統既涉及城市的實體基礎設施，也涉及城市內部或周圍的生態系統以提供基本服務，如糧食生產、防洪或地表徑流管理。 例如城市生活中必需的電力供應，同時依靠發電廠、電網和遠處水庫的運作。如果這些核心系統故障，會危及城市居民的福祉，面對當前的環境干擾，維持這些系統的正常運作至關重要。為實現這樣的目的，需要這些系統具有韌性。讓系統致力於“確保功能而持續運作，並能通過系統鏈接而恢復運作”，不論是否出現故障或是操作問題。確保這些重要系統的運作是在出現“失效安全”時，仍存有和維持靈活性來達成。韌性系統通過確保關鍵功能的分散佈置，而不會全部同時受到影響，來達到靈活性，此種安排通常被稱為空間多樣性，同時有多種方法來滿足給定的需求，通常也被稱為功能多樣性。失效安全在維護系統功能時也具有關鍵作用，這類系統甚至可吸收超過設計閾值的突然衝擊，而仍能維持運作。環境干擾肯定會強大到威脅這些系統的靈巧性，因此具有失效安全的能力顯然有其必要。

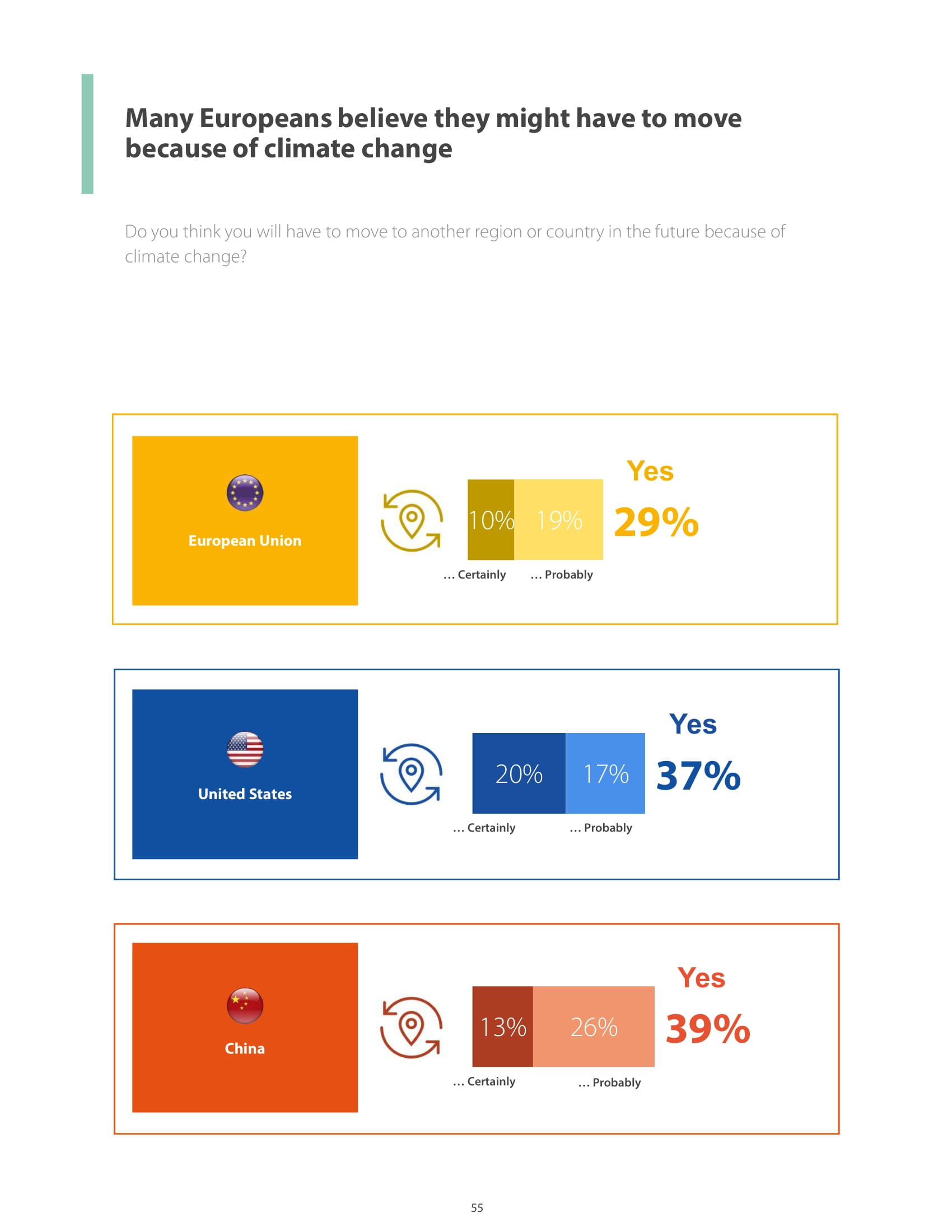
許多接受關於氣候問題訪談的歐洲人表示，他們會因為氣候變化而移居到其他的區域或是國家。

此外，這些系統的另一重要功能是反彈能力。在城市受到氣候事件影響的情況下，恢復或“反彈”的能力非常重要。事實上，對於大多數城市災難的研究，城市韌性通常被定義為“城市從破壞中恢復的能力”。這種城市系統反彈能力的想法也根植於具有同一主題的政府文獻中。例如，美國前政府首任情報和安全協調員將城市韌性描述為“吸收衝擊並恢復正常運作的能力，或者至少有足夠的韌性來防止……系統崩潰”。牢記這些韌性引述，它已是，並且應該繼續是城市氣候恢復力框架的重要成分。其他理論家對這種反彈想法提出批評，認為這是保有維持現狀的做法，而該提倡“向前反彈”的概念，促使系統進化和改進。
城市氣候韌性的下一個（第三）要素側重於城市中心的社會代理人（也稱為社會行動者）。許多此類代理人都依存於城市，因此他們具有共同利益，所以會努力保護和維護他們居住的城市。這些代理人具有深思熟慮和理性決策的能力，在氣候韌性理論中有重要的作用。人們不能忽視地方政府和社區組織的作用，它們會被迫在組織和提供關鍵服務和計劃方面做出重要決策，以應對氣候變化的急切影響。也許最重要的是這些社會代理人必須提高他們在“足智多謀和反應功能”的能力。反應功能指的是這些代理人的組織和再組能力，以及針對破壞性事件做預測和應變計劃的能力。足智多謀是指代理人調動各種資產和資源，然後採取行動的能力。當反應功能和足智多謀能同時有效運作，城市就有能力在氣候變化時更能保護自己。

## 地區和國家差異
世界不同地區的城市面對氣候變化有不同、獨特的挑戰和機遇。但其中一個關聯因素是它們會不可避免地堅持“由城市化和工業化主導全球的模式”，而往往會催化“大規模改變水文和生物地球化學過程的驅動因素”。在亞洲、非洲和南美洲等地區，城市化和工業化模式尤為明顯，這些地區目前被認為正在經歷人口和經濟實力的快速變化。從2020年代開始，全球許多城市開始設置首席熱力官職位，以組織和管理用於抵消城市熱島效應的工作。

### 非洲
目前非洲的城市化速度比任何其他大陸都快，估計到2030年，將有超過10億非洲人居住在城市中。這種快速的城市化，加上氣候變化帶來的許多相互關聯和複雜的挑戰，對非洲的可持續發展構成重大障礙。這種都市計畫中的大部分是非正式的，城市居民通常居住在城市郊區的非正式居住區和貧民窟。這種現象顯示出在低收入國家，提高基礎設施的可持續性是重要的目標。最近的一項研究發現在“人均年收入低於15,000美元（按2011年夠買力平價調整後的美元）的國家中，一般而言，碳定價具有累進分配效應”，而“碳定價在收入相對較高的國家往往呈倒退分配的趨勢”，表明碳稅和變動碳定價會激勵政府轉向綠色能源，作為發展城市周邊地區的基準能源消耗方法。雖然人們從積極的角度看待城市化，但它對正在城市化的人可能產生負面影響。非洲城市面臨多種氣候威脅，包括洪水、乾旱、缺水、海平面上升、熱浪、風暴和颶風，以及缺乏糧食安全，加上洪水和乾旱引起的霍亂和瘧疾等疾病爆發的影響。
氣候對農村地區的影響，如沙漠化、生物多樣性喪失、土壤侵蝕和農業生產力下降，也推動貧困農村社區人們往城市遷移。為在非洲和其他地方的城市實現可持續發展和氣候調適力，重要的是要考慮讓這些城鄉相互聯繫。 人們越來越關注城市周邊地區在城市氣候恢復力方面的重要作用，特別是這些地區提供的生態系服務，這些服務在撒哈拉以南非洲地區正迅速惡化中。城市周邊生態系統可提供控制洪水、減少城市熱島效應、淨化空氣和水、支持糧食供應和水安全以及廢棄物管理等功能。

### 亞洲

#### 中國
中國目前是世界上增長最快的工業經濟體之一，快速城市化也同樣也受到氣候變化影響。中國土地幅員廣大，城市化最突出的地區位於長江三角洲（長三角），此地區在中國經濟社會發展中發揮重要作用。中國的城市化不僅與其經濟體系密切相關，並與社會密切相關，而讓減緩氣候變化的工作不僅僅是項基礎建設的問題。
數據顯示“中國高行政級別城市比普通地方級市更具適應性、低脆弱性且具有高準備度。”中國人口大規模向長三角遷移和集聚，城市化進展迅速。中國東部沿海城市建設因人口壓力而盲目擴張，其結果將不利於城市氣候治理。
史上的數據顯示“氣候變化持續塑造三角洲及其社會經濟發展”，這類地區的社會經濟發展“塑造出的地理和建築環境並不適應未來的氣候改變”。因此有人指出，長三角“必須採取減緩和調適氣候變化的政策和方案”，特別是為減少長三角地理特有的氣候威脅及影響的政策。這包括該地區目前進行中減輕洪水災害，和促進當地高效利用能源的基礎設施。
中國有項針對北方旱地的國家級政策分析，提出“可持續城市景觀規劃 (SULP)”的概念，具體目標是“避免佔用重要的自然棲息地和走廊帶、主要農田和氾濫平原”。研究顯示採取SULP可“有效管理氣候變化對水資源的影響，並減少水資源不足的壓力”，不僅對中國北方的實驗模型有效，也對“世界各地的旱地”有效。

#### 南亞
南亞的城市人口在2001年至2011年間增加1.3億 - 超過日本的總人口 - 到2030年將增加近2.5億。但是南亞城市化的特點是充滿高貧困、貧民窟、污染和擁擠。至少有1.3億南亞人 - 比墨西哥的總人口還多 - 生活在非正式的城市居住區，其特點是建築簡陋、土地使用權不確定和服務不足。 雖然南亞是個水資源豐富的地區，但氣候預測模型顯示到2050年，當地人口中有0.52至1.46億人可能會因氣候變化而面臨更嚴重的水資源短缺，在全球缺水人口的佔比為18%。城市供水在南亞尤其情況嚴重，因為此地是世界貧困人口（每天生活費不足1.25美元）中的40%，和世界營養不良人口中的35%所居住之地。
對鄰接喜瑪拉雅山脈的印度和尼泊爾的幾個選定城市所進行的一項研究發現，當地均無健全的水資源規劃和治理體系來應對快速城市化和氣候變化帶來的水資源挑戰。孟加拉國第三大城市庫爾納也面臨許多與水資源不安全有關的問題。隨著海平面因氣候變化而開始上升，海水帶來的鹽分將向內陸方向移動，減少庫爾納居民可用的飲用水。此城市已制定改善城市水質的計劃，但又因此會減少非正式城市居住地區的水資源供應。截至最近，這個城市的人僅能用到極其少量的水，特別是在灌溉作物方面。

### 北美洲和南美洲

#### 巴西
最近的研究也描繪出城市化對南美洲當地和跨國間氣候產生的風險，包含像巴西，一個世界上人口眾多，也是亞馬遜雨林主要所在的國家。聯合國開發計劃署強調亞馬遜雨林因有深厚的捕獲二氧化碳功能，在“全球氣候系統中具有關鍵的功能”。 聯合國研究顯示巴西的氣候與雨林的健康息息相關，目前的砍伐森林做法被認為會對雨林，針對極端氣候變化的“自然適應能力”產生不利影響，而讓巴西容易受到預期的溫度升高和降雨模式波動的影響。ref name=":52" />更具體而言，如果全球變暖繼續按照目前的路徑發展，又無制定大規模的緩解戰略，目前預測的全球平均溫度升高2°C，而巴西境內亞馬遜地區周邊的升溫可能會達到4°C。其餘國家的快速城市化也將導致更高的資源需求，包括進一步砍伐亞馬遜森林來取得。人類持續失去亞馬遜森林的樹木，將不可避免會產生更多的氣候問題。
巴西的氣候變化問題並非單獨因城市化所產生，當地氣候變化是個根植於社會經濟背景的問題。由美國國家森林局贊助的因素分析和多層次回歸模型顯示，整個巴西，“明白預示由於當地城市中收入不平等，是升高洪水風險的關鍵因素”。
未來巴西氣候的影響可能會發生變化，因為巴西在其國家確定貢獻中已承諾到2025年，該國的溫室氣體排放將其比2005年的水平降低37%。此承諾可能會成為巴西城市中的一個挑戰，因為目前全國有86%的人口居住在城市地區，這一比例到2050年可能會增加到92%。由於巴西是亞馬遜雨林的所在，而巴西的森林砍伐率一直很高。巴西的森林砍伐在2004年處於高峰期，有2.777萬平方公里的森林被摧毀，而在2012年只有4.57千平方公里遭到摧毀，之後逐漸攀升，在2021年則達到1.304萬平方公里。

#### 美國
美國是世界上最大的工業化國家之一，也存在與氣候變化相關的基礎設施不足問題。以對拉斯維加斯拓撲學的研究作指標。在創建當地在1900年（假設的）、1992年和2006年的三張不同土地利用/土地覆蓋圖（或稱LULC地圖）的研究發現，“拉斯維加斯經城市化後，在夜間發生典型的城市熱島作用，而在白天有輕微降溫趨勢。” 除城市的溫度變化外，還發現當地增建摩天大樓/密集建築所導致的“表面粗糙度增加”，而“具有機械效應，會減緩市區上空的風場流動”。美國高度工業化的城市如洛杉磯，由於城市中數百萬人移動需要大量的交通運輸，因此造成大量溫室氣體排放。這種非自然的現象進一步證明城市化會在當地氣候方面有其作用，研究人員承認需對此領域進行更多研究。
美國城市在投資氣候創新方面發揮重要作用。城市的地方氣候政策通常會於州或聯邦政府推行更大的政策之前出台。例如，在美國退出巴黎協定之後，有個市長國家氣候行動議程組成一個城市聯盟。一項在2020年對美國城市的研究發現，迄2017年，美國最大的100個城市中有45個做出承諾，讓美國到2020年的排放量減少6%。

##### 清潔空氣法案
美國《清潔空氣法》於1963年通過，目的為在國家層面上控制空氣品質，研究顯示自法案頒布以來，“美國的平均污染物濕沉降數量……隨著時間的推移而有所下降”。即便如此，同樣的研究也顯示在雨、雪和霧中的化學污染物含量，所測到的是“在所有地點都遵循指數型機率密度函數而變化”。這一發現顯示降雨模式中的所謂變率，可能是該項研究的驅動因素，並非政策變化帶來的明顯結果。在此背景下，清潔空氣法案雖然有益，但其本身並不能作為美國氣候政策往前發展的唯一邏輯依據。

##### 市長國家氣候行動議程
本節摘自《市長國家氣候行動議程》。
市長國家氣候行動議程英語：，或稱英語：），是一群美國市長組成的協會，其既定目標是減少溫室氣體排放。該組織由第42任洛杉磯市長艾瑞克·賈西迪、前休斯頓市長安妮斯·帕克和前費城市長麥克·納特創立，此團體包含有435個城市和近20%的美國人口。
此組織成立於2014年，由克林頓全球倡議（Clinton Global Initiative ）提供100萬美元的創立資金，以支持創始市長在2015年《巴黎協定》簽署之前，組織城市參與工作。
該組織已表示，縱然美國退出巴黎協定，他們仍會致力於維護巴黎協定所制訂的排放目標。

## 國際政策
幾個主要的國際城市社群和政策也已成立，促使更多城市加入氣候變化減緩行動。

### C40
本節摘自C40城市氣候領導小組。

C40城市氣候領導小組的識別標誌。

C40城市氣候領導小組由全球96個城市組成，代表世界人口的12分之1，和全球經濟的4分之1。這個組織由城市創建和領導，專注於應對氣候變化危機和推動減少溫室氣體排放和氣候變化所產生的影響，同時又增加城市居民的健康、福祉和經濟機會。
倫敦市長薩迪克·汗從2021年起擔任C40主席，紐約市前市長麥克·彭博擔任董事會主席，馬克·瓦茲（Mark Watts）擔任執行董事。這3位與13名成員組成的指導委員會、董事會及專業人員密切合作。由C40市長組成的輪值指導委員會提供戰略方向和治理。指導委員會成員包括：倫敦、自由城、巴塞隆那、鳳凰城 (亞利桑那州)、達卡、東京、布宜諾斯艾利斯、波哥大、阿比尚、蒙特利爾、米蘭和香港的市長。
C40跨多個部門和倡議領域開展工作，召集城市網絡，提供一系列服務以支持他們的工作，包括：直接技術援助、促進點對點交流和研究以及知識管理和交流。 C40還將城市定位為全球氣候變化減緩行動的主導力量，明確並強化對國家政府的呼籲，要求其在創造可持續未來方面提供更多支持和自主權。

### SDG 11：可持續城市和社區
本節摘自可持續發展目標11。
可持續發展目標11（英語：或英語：），目標名稱為“可持續城市和社區”，是聯合國大會於2015年制定的17個可持續發展目標之一。SDG 11的官方使命是“讓城市具有包容性、安全性、彈性和可持續性”。17個可持續發展目標也考慮到任一領域的行動也會影響到其他領域，發展必須在社會、經濟和環境的可持續性間達到平衡。
SDG 11設定10個需要實現的具體目標，經由15個指標進行衡量。7項成果目標包括安全和可負擔的住房、可負擔和可持續交通系統、包容和可持續的城市化、保護世界文化遺產和自然遺產、減少自然災害的不利影響、減少城市對環境的影響以及提供安全和包容的綠色和公共空間。達成目標的三種手段包括強有力的國家和區域發展規劃、實施包容性政策、資源效率和減少災害風險，以支持最最低度開發國家興建可持續和有韌度的建築。
目前全球有39億人（世界人口的一半）居住在城市中。預計到2030年將有50億人在城市居住。世界各地的城市面積僅佔地球陸地面積的3%，卻佔有60-80%的能源消耗和75%的碳排放。城市要滿足未來不斷增長的需求，其生存能力和安全性均面臨著嚴峻挑戰。

### 全球氣候與能源市長聯盟
本節摘自《全球氣候與能源市長聯盟》。

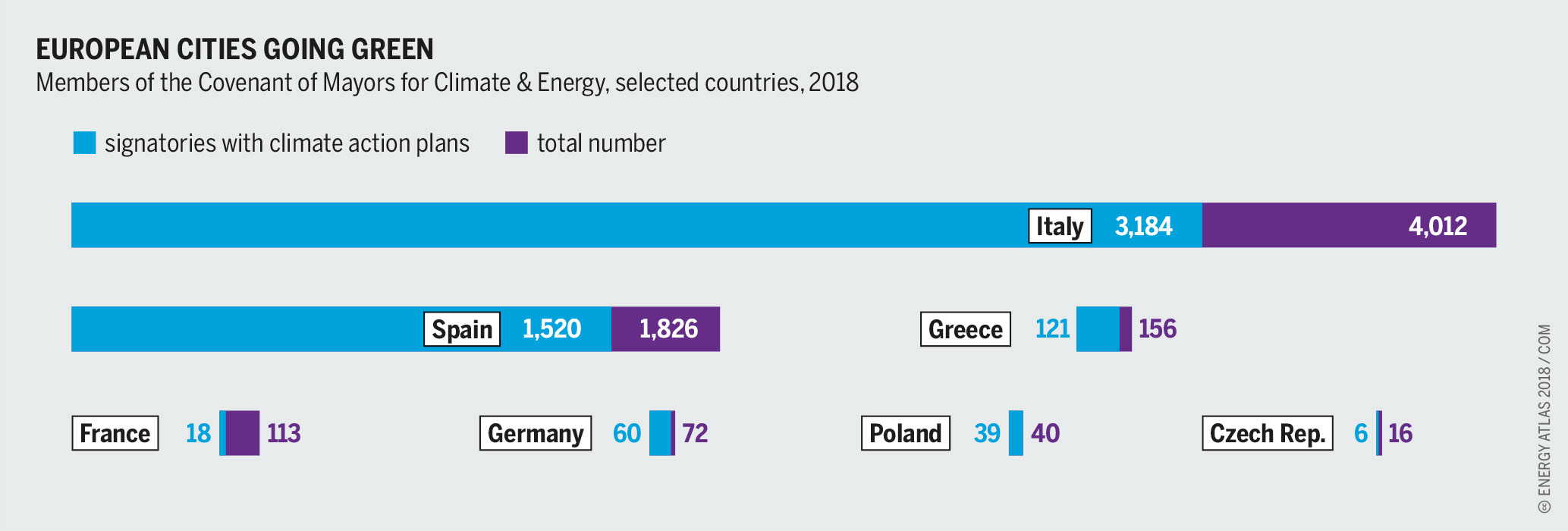
加入全球氣候與能源市長聯盟的歐洲城市。藍色中的數字為該國已加入的城市數目，紫色中的數字為該國城市總數。

全球氣候與能源市長聯盟於2016年成立，正式將市長合作聯盟（Compact of Mayors）和歐盟的市長聯盟結合在一起。它是一個由城市領導人組成的全球聯盟，通過承諾減少溫室氣體排放和為未來氣候變化影響做準備。此聯盟強調城市的氣候影響，同時也衡量其相對風險水平和碳污染。市長合作聯盟的目的在表明城市氣候減緩行動中，在地方層面和世界層面的重要性。此聯盟於2014年由當時聯合國秘書長潘基文和前紐約市長、聯合國城市與氣候變化問題特使麥克·彭博發起。此聯盟代表全球城市網絡如C40城市氣候領導小組 (C40)、地方政府永續發展理事會（ICLEI）、城市和地方政府聯合組織 (UCLG) 以及聯合國人居署聯合，為應對氣候變化而努力。全球已有428個城市承諾加入市長合作聯盟。成員城市人口加總超過3.76 億，佔全球人口的5.19%。

## 外部連結
- UN Climate Change Course on Cities and Climate Change （页面存档备份，存于）